# Getränkekombinat Leipzig
Der Volkseigene Betrieb (VEB) Getränkekombinat Leipzig war ein Zusammenschluss von Großbetrieben zur Erzeugung von Bier und nichtalkoholischen Getränken im Raum Leipzig.

## Geschichte
Das Kombinat wurde am 1. April 1968 gegründet. Stammbetrieb wurde der VEB Sachsenbräu mit seinen Betriebsteilen. Zum Kombinat gehörten die Brauereien in Altenburg, Krostitz, Torgau, Döbeln und Dahlen. Der VEB Exportbierbrauerei Sternburg Lützschena wurde dem Kombinat am 1. Januar 1969 angegliedert. 1969 wurden etwa 1.200.000 Hektoliter Bier und 285.500 Hektoliter alkoholfreie Getränke abgesetzt. Ab 1972 kamen noch die Brauereien in Colditz, Cannewitz, die Leipziger Brauereien Ulrich, Ermisch und Bauer (zusammengefasst ab 1975 im VEB Stadtbrauerei Leipzig) hinzu, ebenso das Getränkewerk Eilenburg, die ehemalige Produktionsgenossenschaft Limona Leipzig und der Faßreinigungsanlagenbau Bothner. Nach 1980 erfolgte die Eingliederung des VEB Zuckerverarbeitung Leipzig. 1990 wurde das Kombinat aufgelöst und die einzelnen Kombinatsbetriebe in Privateigentum überführt.

## Betriebe des Kombinats

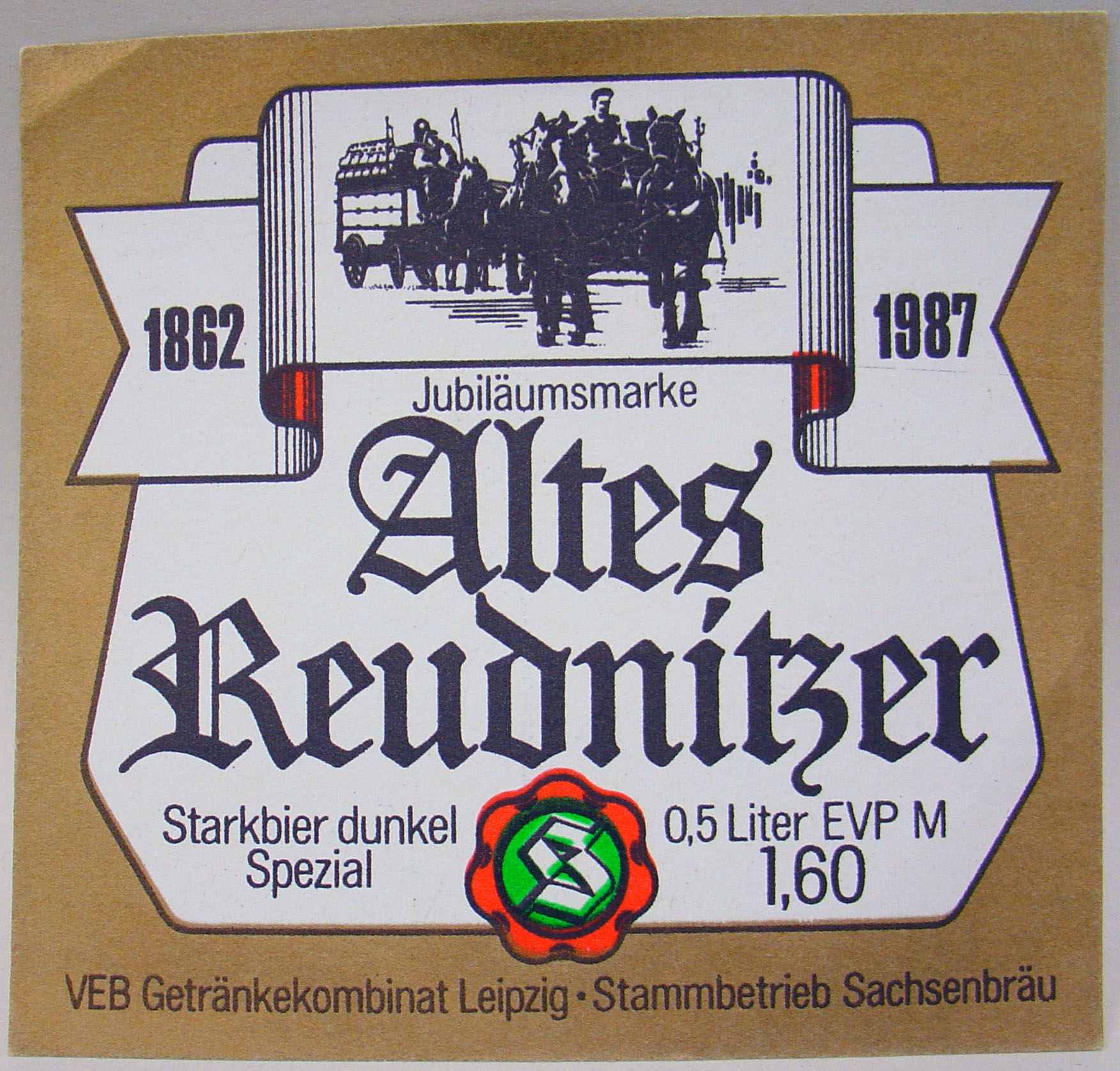
Bieretikett des VEB Sachsenbräu im Getränkekombinat Leipzig

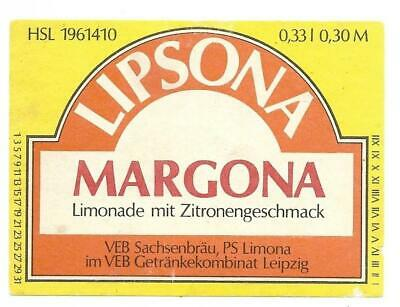
Limonadenetikett des VEB Sachsenbräu, Betriebsteil Limona im Getränkekombinat Leipzig

Zu Beginn der 1980er Jahre wurde das in Summe aus 44 Betrieben, Betriebsteilen und Niederlassungen bestehende Kombinat strukturell geordnet und in Form von zehn juristisch und wirtschaftlich selbstständigen Kombinatsbetrieben geführt:
- Sachsenbräu als Stammbetrieb mit den größeren Produktionsstätten Reudnitz, Naumann in Plagwitz, und Gohlis (alkoholfreie Getränke) sowie dem Zuckerverarbeitungsbetrieb, dem Rationalisierungsmittelbau, die Hopfenpräparieranstalt und der Bauabteilung für das Kombinat
- Exportbierbrauerei Sternburg mit ihren Hauptproduktionsstätten in Lützschena und Schkeuditz (Bier und alkoholfreie Getränke), der Malzfabrik Schkeuditz sowie dem 1972 angegliederten Brauhaus Markranstädt
- Brauerei Krostitz mit hohem Anteil an Spezialbier, einer Trommelmälzerei in der Brauerei und dazu der Malzfabrik Krostitz (ehemals Otto Fiebig)
- Stadtbrauerei Leipzig mit den Braubetrieben Ulrich, Bauer und Ermisch
- Altenburger Brauerei mit der Malzfabrik Gößnitz
- Brauerei Torgau mit Braustätten in Torgau und Dahlen
- Brauerei Colditz mit Braustätten in Colditz und Cannewitz
- Getränkewerk Eilenburg, das ausschließlich alkoholfreie Getränke herstellte
- Getränkebetrieb Borna mit Produktion alkoholfreier Getränke und Bierabfüllung
- Getränkewerk Döbeln mit den Brauereien Richzenhain, Leisnig und Abfüllbetrieb Döbeln.

## Produktion
Durch das Kombinat wurden im Jahresmittel in den 1980er Jahren mit etwa 3500 Arbeitskräften 2.400.000 Hektoliter Bier mit Exportbierlieferungen von etwa 75.000 Hektoliter in das sozialistische Ausland, vor allem nach Ungarn, sowie 1.300.000 Hektoliter alkoholfreie Getränke produziert.
Die industrielle Warenproduktion betrug deutlich über 400 Millionen Mark der DDR, 1988 waren es 443,9 Millionen Mark der DDR. Es wurde ein Nettogewinn von 36,6 Millionen Mark der DDR erzielt, jedoch wie in den vorangegangenen Jahren meist vollständig an den DDR-Staatshaushalt zur Stützung anderer Einrichtungen abgeführt. Die wenigen eigenen Investitionen mussten kreditfinanziert werden, wodurch die Betriebe 1990 außergewöhnlich hohe, meist unrealistische Verbindlichkeiten auswiesen.
Das Kombinat verfügte über einen Fuhrpark von 357 Zugfahrzeugen und 366 Hängern. Bei einem Verschleißgrad der Fahrzeuge von über 70 % war der Vertrieb ein kostenaufwändiges Unternehmen. Pro Jahr wurden bei einem Nettowert des LKW-Fuhrparks von etwa 3,1 Millionen Mark der DDR für die Fahrzeuginstandhaltung etwa 4,5 Millionen Mark laufende Kosten und eine kombinatseigene Instandhaltungswerkstatt benötigt.
Die technische Entwicklung des Kombinates war unter anderem gekennzeichnet durch Konzentration auf Schwerpunktbetriebe: für die Bierproduktion auf Sachsenbräu, Sternburg und Krostitz und für alkoholfreie Getränke auf Sachsenbräu (Betriebsteil Gohlis) und Eilenburg. Überbetriebliche Entwicklungsarbeit und Kooperation mit Wissenschafts- und Projektierungseinrichtungen erfolgte unter anderem mit der Humboldt-Universität zu Berlin, Sektion Nahrungsgüterwirtschaft und Lebensmitteltechnik, dem Zentralinstitut für Ernährung, Rehbrücke und dem Institut für Energetik Leipzig. Weiterhin erfolgte der Aufbau eines leistungsstarken Rationalisierungsmittelbaus mit circa 80 Fachkräften.

## Kombinatsleitung
Die Leitung des Stammbetriebes war gleichzeitig die Leitung des Getränkekombinates:
- Kombinatsdirektor: Wolfgang Lampe
- Technischer Direktor: Jochen Deinert
- Produktionsdirektor: Michael Schmidt
- Ökonomischer Direktor: Wolfgang Böge
- Absatz und Verkehr: Uwe Göbel

Erster Kombinatsdirektor war Heinz Rosche bis 1977, anschließend 1977 bis 1978 kurzzeitig Rudi Kramer. Technischer Direktor war Werner Lämmel bis 1976, Produktions-Direktoren waren Peter Kronfeld (bis 1978), gefolgt von Karlheinz Wendler.

## Geschichte der Brauereien

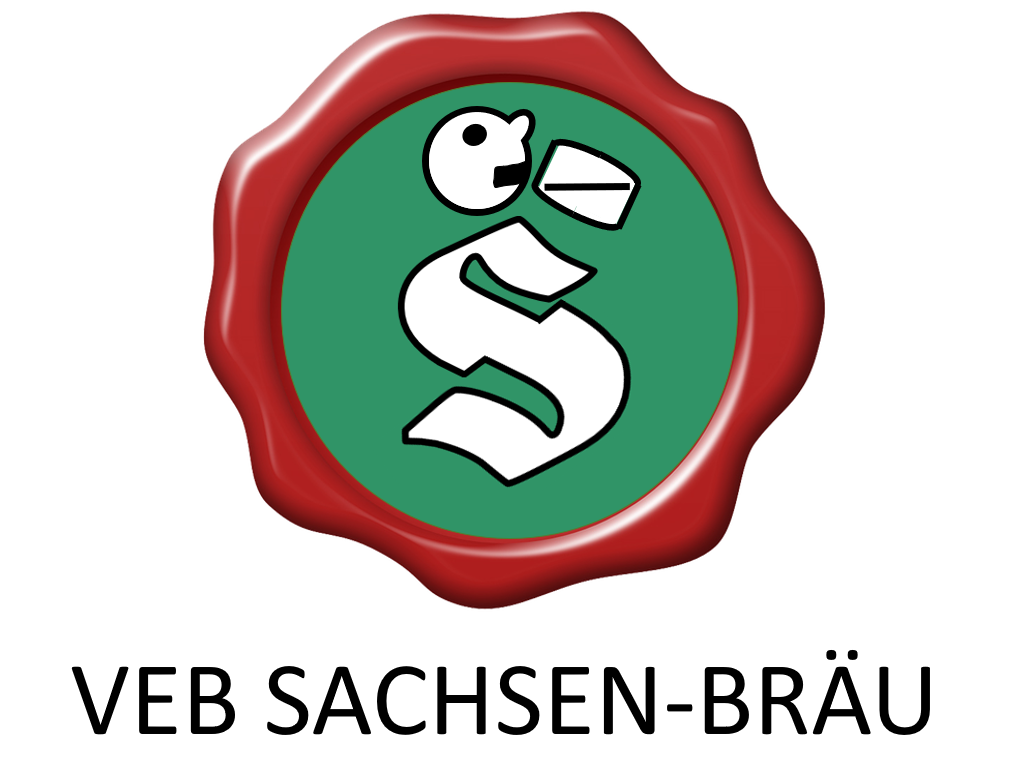
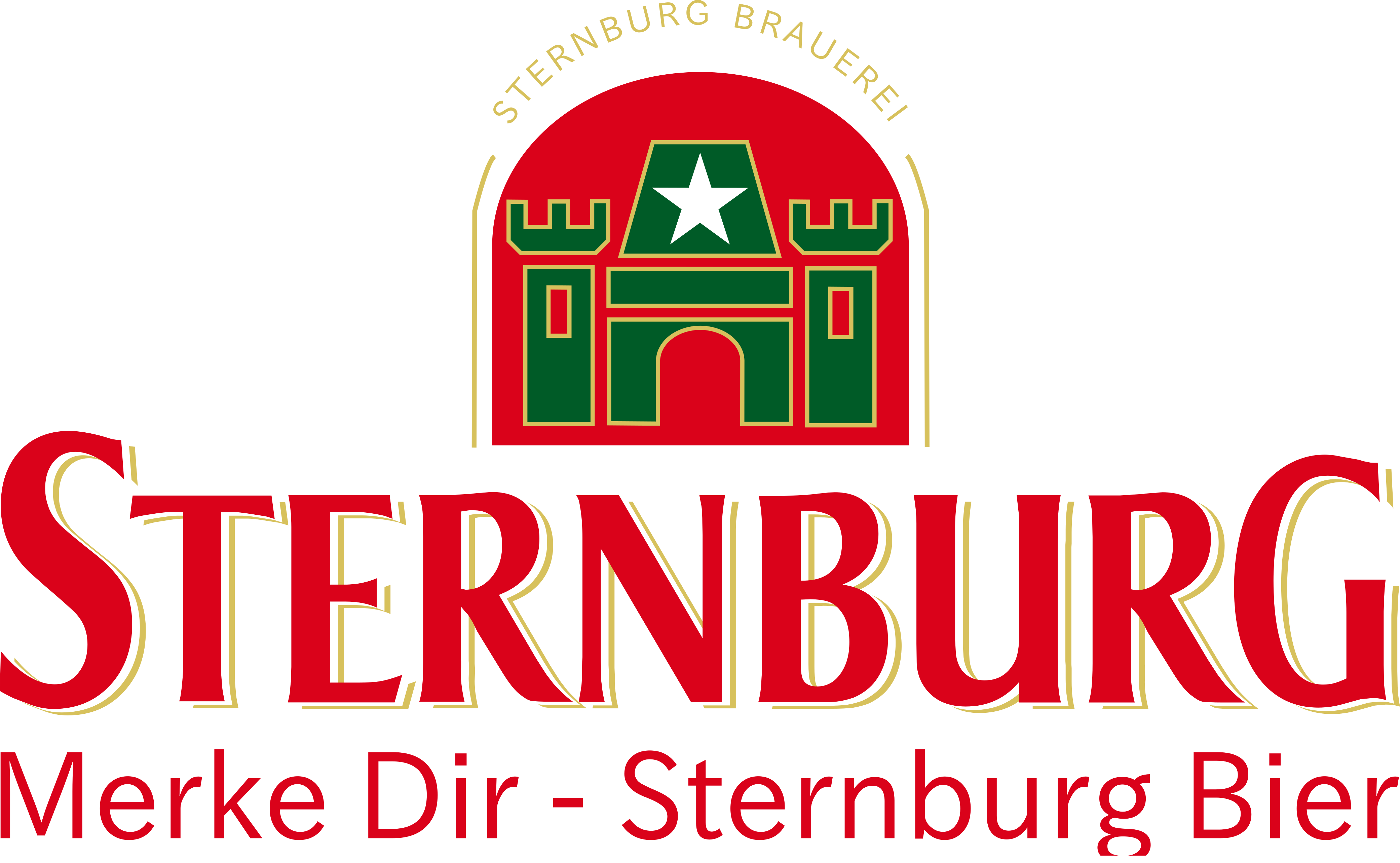
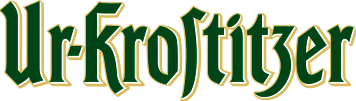
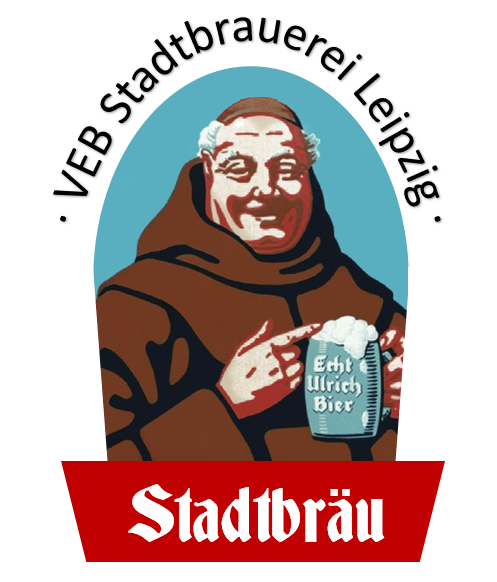
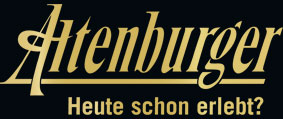
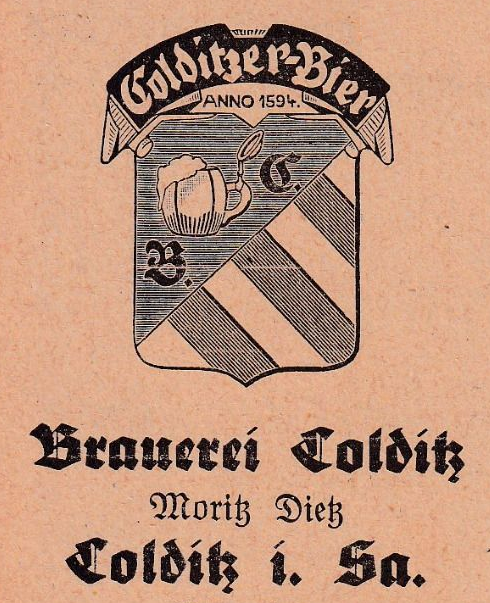
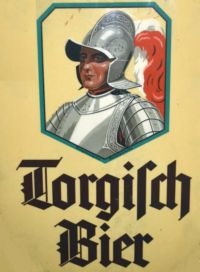
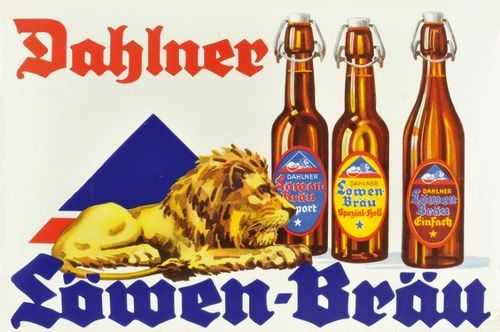

### Brauerei Richzenhain

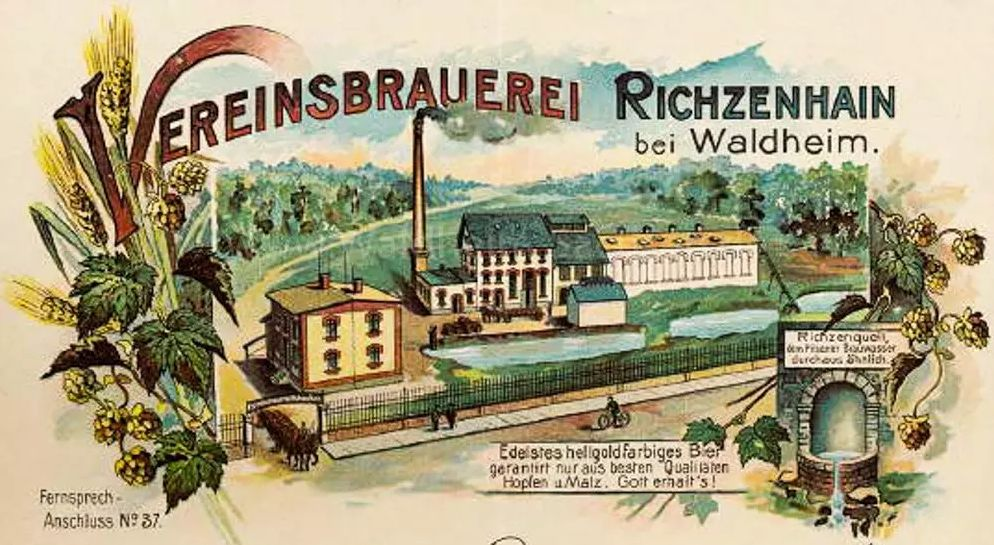
Briefkopf der Brauerei Richzenhain von 1900–1934

Die Brauerei Richzenhain wurde durch Carl Gustav Klaus aus Neukirchen bei Crimmitschau 1898 im Ort Richzenhain gegründet. Er ließ hier für 150.000 Reichsmark eine Vereinsbrauerei bauen.
Der erste Braubeginn erfolgte am 22. Juli 1899 und ab dem 1. Oktober 1899 wurde zunächst in Hartha und Waldheim Bier verkauft. Im ersten Jahr betrug der Absatz 2600 Hektoliter. Das Richzenhainer Wahrzeichen, die Fichte, wurde als Schutzmarke für das Richzenhainer Pils verwendet. 1909 erfolgte die Elektrifizierung des Unternehmens und 1924 erhielt die Brauerei ein neues Kesselhaus mit größerem Dampfkessel und -maschine. Im Jahr 1928 begann der Flaschenbierversand. 1935 erfolgte die Umwandlung der Aktiengesellschaft in eine offene Handelsgesellschaft. Inhaber waren Karl Klaus und drei seiner Söhne. 1946 wurde nach Beendigung der Zwangsverwaltung Fritz Klaus als Betriebsführer eingesetzt. 1949 begann man mit der Produktion von Limonade. Im April 1972 wurde der Betrieb vollständig verstaatlicht. Konzipiert war der Betrieb für 20.000 Hektoliter pro Jahr, doch wurden bis 1989 bis zu 40.000 Hektoliter Bier und 30.000 Hektoliter Limonade im Jahr hergestellt. 1983 wurde die Brauerei als Betriebsstätte in das neugegründete Getränkewerk Döbeln integriert.
Auf Antrag der Erben von Klaus und Söhne erfolgte die Rückübertragung der Brauerei am 1. April 1992. Die Treuhand nahm ihre Entscheidung aber Ende 1992 zurück und übergab die Brauerei am 16. Dezember 1992 an die neuen Geschäftsführer Matthias Groß und Hans-Gerd Schröter als Privatbrauerei Richzenhain GmbH. Der Niedergang der Brauerei konnte jedoch nicht mehr aufgehalten werden. Ende 1995 versagte der Läuterbottich aus dem Jahr 1936 seinen Dienst und es konnte fortan in Richzenhain kein Bier mehr gebraut werden. 2001 erfolgte die Zwangsversteigerung.

### Brauerei Torgau
Am 22. Juni 1927 wurde unter Übernahme der seit 1865 bestehenden Brauerei Friedrich Partuschke die Riebeck-Partuschke Brauerei AG gegründet. Ab 1938 firmierte die Gesellschaft als Brauhaus Torgau AG. Der Betrieb wurde nach 1945 als VEB Brauerei Torgau im Getränkekombinat Leipzig weiterbetrieben und ging 1990 in der Torgisch Bier GmbH auf. 1992 wurde diese durch die Schwaben Bräu Robert Leicht AG übernommen und ein Jahr später in Brauhaus Torgau GmbH umfirmiert. Ab 1996 lautete die Firma wieder Brauhaus Torgau AG. Nach der 2002 erfolgten Insolvenz kam es zur Gründung der Neuen Torgauer Brauhaus GmbH. Zum Jahresende 2011 wurde die Produktion im Torgauer Brauhaus eingestellt. Ab 1. Januar 2012 wurde das Torgauer Sortiment in Penig produziert.

### Brauerei Colditz
Die Brauerei wurde 1594 gegründet. Die am Colditzer Markt gelegene Brauerei erstreckt sich über mehrere Gebäude. Seit 1972 als Brauerei Colditz, Moritz Dietz KG geführt, wurde sie im gleichen Jahr enteignet und dem VEB Getränkekombinat Leipzig als VEB Brauerei Colditz untergeordnet. 1990 erfolgte die Reprivatisierung zur Brauerei Colditz GmbH. 1996 wurde der Betrieb eingestellt. Die Insolvenz des Investors der Brauerei führte zur Stilllegung der gewerblichen und industriellen Produktion.

### Löwenbrauerei Dahlen
Die Brauerei wurde 1884 gegründet als Rittergutsbrauerei Leo Freiherr Sahrer von Sahr. Ab 1892 wurde sie von Hermann Hiersemann gepachtet und firmierte fortan als Brauerei Hermann Hiersemann. Ab 1938 wurde sie als Löwen – Bräu H. Hiersemann Nachf. Brauerei & Mälzerei geführt und ab 1946 als Löwenbrauerei Dahlen KG. Nach der Enteignung 1950 wurde sie zum VEB Löwenbrauerei Dahlen, ab 1975 im Getränkekombinat Leipzig. 1990 erfolgt die Reprivatisierung zur Löwenbrauerei Dahlen GmbH. Hartmut Hennebach, der bisherige Geschäftsführer, wird Pächter und später Besitzer der örtlichen Gosenschenke. Lothar Goldhahn übernahm die Löwenbrauerei Dahlen und braute dort ab 1991 Gose für Leipzig. 1995 wurde die Löwenbrauerei Dahlen geschlossen. Das Brauen der Gose übernahm ab 1996 die Brauerei Andreas Schneider in Weißenburg. Als Braumeister konnte hierfür der ehemalige Braumeister der Brauerei Dahlen gewonnen werden.